# يوم البحرية (إسرائيل)

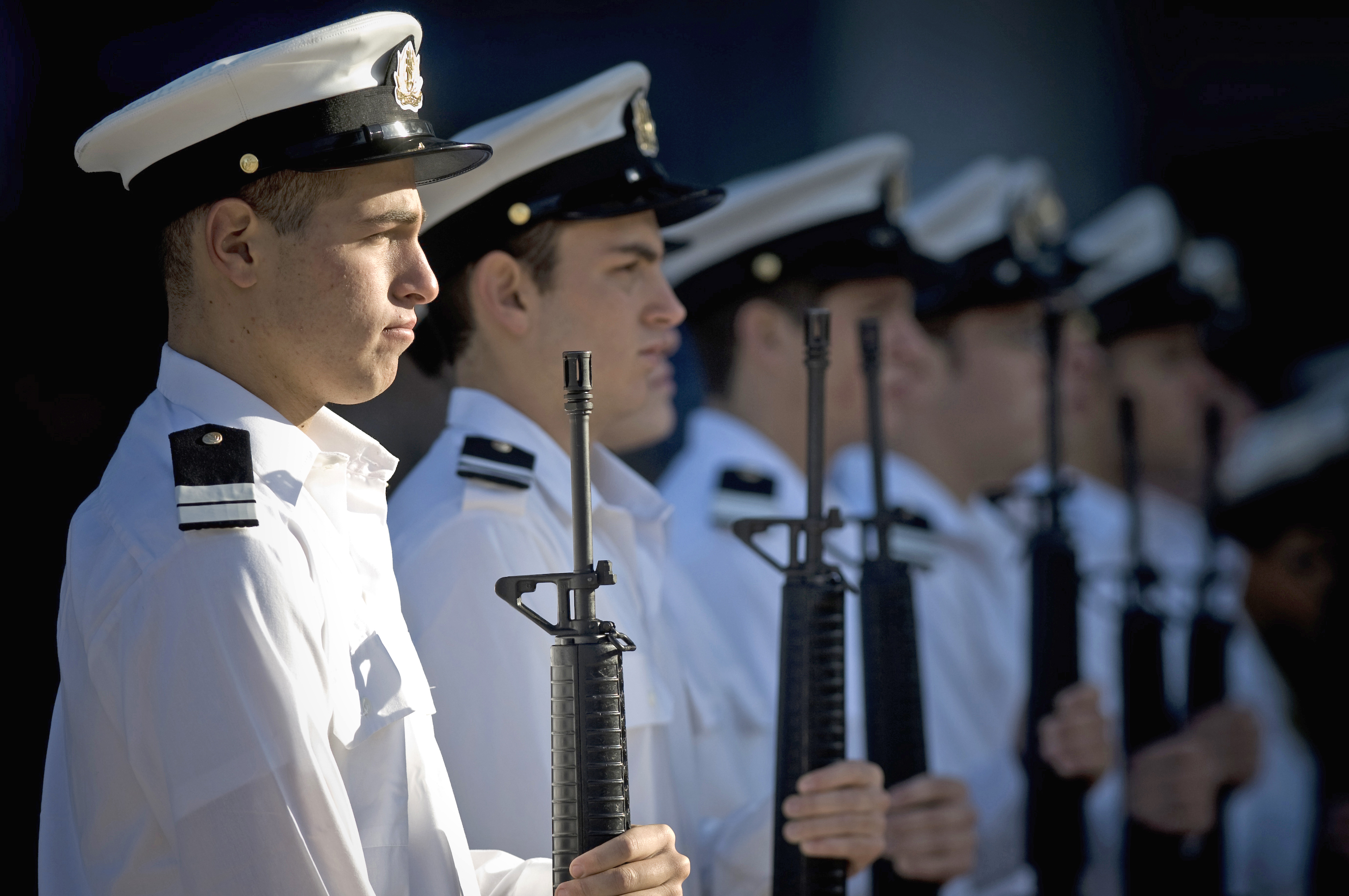
حرس الشرف من الطلاب العسكريين يرتدون الزي الأبيض بمناسبة يوم البحرية.

في إسرائيل، يتم الاحتفال بيوم البحرية في 30 يونيو . في هذا الوقت من عام 1948، استولت إسرائيل على ميناء حيفا خلال حرب فلسطين. تقليديا، يسبق يوم البحرية أمسية تذكارية.
في عام 1993 قرر الأدميرال عامي أيالون إقامة يوم البحرية الإسرائيلية في الأسبوع الأخير من شهر أكتوبر، لإحياء ذكرى الانتصارات في العديد من الحروب:
- غرق السفينة الحربية المصرية الأمير فاروق في 22 أكتوبر 1948.
- الاستيلاء على الفرقاطة المصرية إبراهيم الأول في 31 أكتوبر 1956.
- العمليات الناجحة لحرب يوم الغفران، 6-24 أكتوبر 1973.

تم إعادة جدولة أمسية الذكرى أيضًا، لإحياء ذكرى فقدان المدمرة المدمرة إيلات في 21 أكتوبر 1967. تم تمديد الاحتفالات لمدة أسبوع اعتبارًا من عام 2009، ولأسباب عملية، يتم عقدها كل عام في أغسطس.